# Прохорівське лісництво

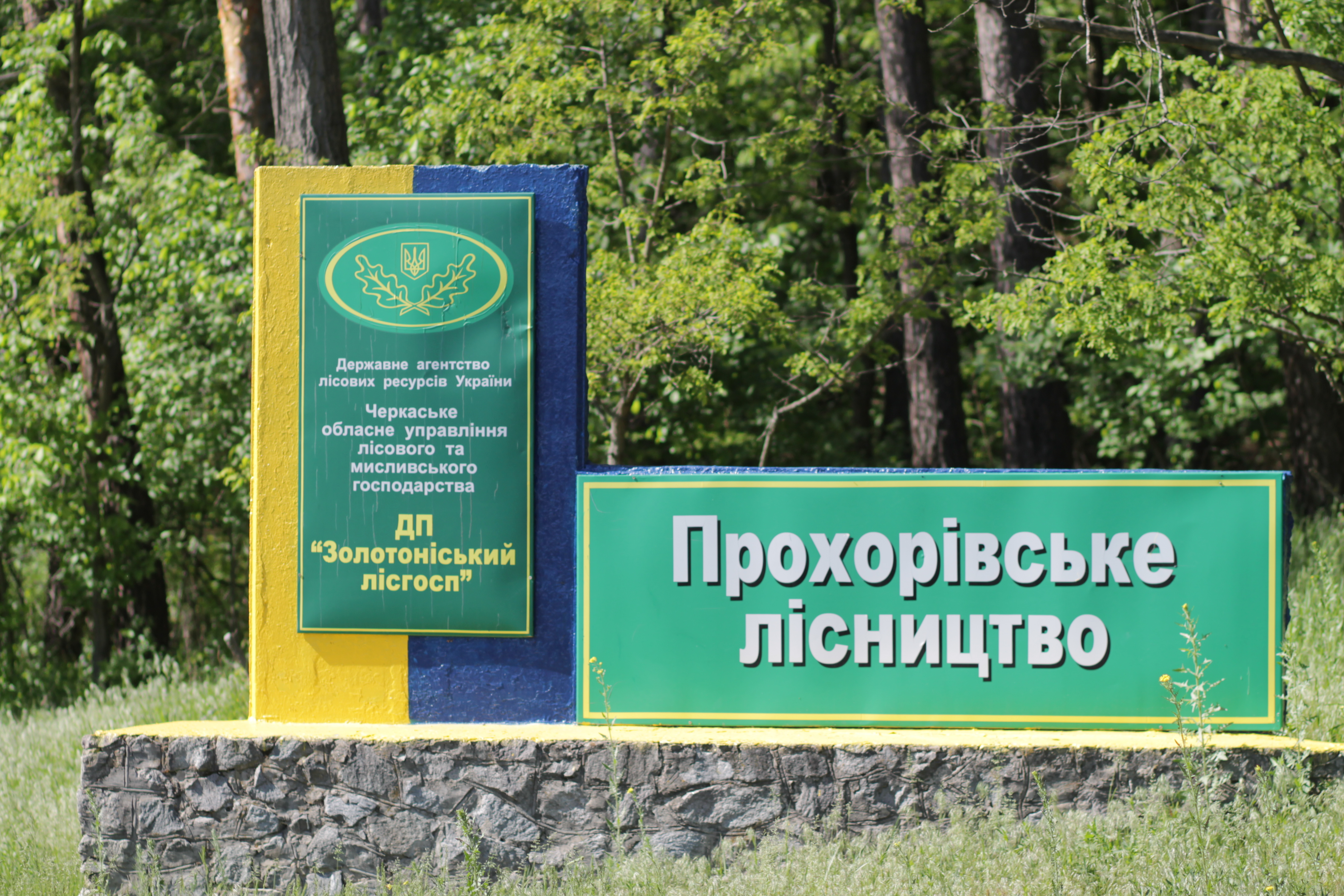

Прохорі́вське лісництво — структурний підрозділ Золотоніського лісового господарства Черкаського обласного управління лісового та мисливського господарства.
Офіс знаходиться у с. Прохорівка, Черкаський район, Черкаська область.

## Характеристика
Прохорівське лісництво охоплює ліси Черкаського та Золотоніського районів, займає загальну площу 4761 га. Розташоване на лівому березі р. Дніпро на першій надзаплавній тepaci (основна частина) та частково на заплаві з заходу межує з Канівським водосховищем. Більшість площі лісового масиву складають бори, переважно cyxi, а також невеликі за площею вільхові ліси на притерасному знижені. Борова тераса у вигляді широких пасом тягнеться вздовж долини Дніпра, іноді вона представлена островами в акваторії водосховищ. Вона піднімається над заплавою в середньому на 8-15 м при наявності окремих висот з абсолютною позначкою 120 м. Поверхня тераси являє собою низовинно-горбисту рівнину з широко розповсюдженим дюнно-горбистим рельєфом (зустрічаються дюни з відносною висотою до 20 м).

## Об'єкти природно-заповідного фонду
У віданні лісництва перебувають об'єкти природно-заповідного фонду:
- ландшафтний заказник загальнодержавного значення Тарасів Обрій.